# Yonhap

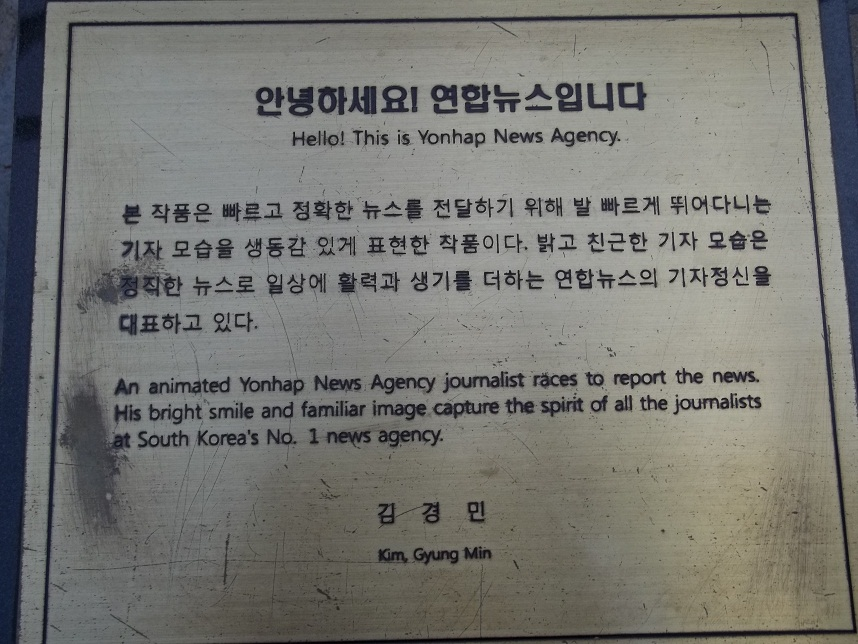
Plaque de la statue

Yonhap (연합뉴스) est la plus grande agence de presse en Corée du Sud. C'est une entreprise à caractère semi-public basée à Séoul. Elle fournit principalement les différents médias sud-coréens en dépêches, articles et photographies. Yonhap possède par ailleurs une chaîne télévisée spécialisée dans l'information en continu, news Y, et une société de statistiques et d'informations financières, Infomax.
L’agence publie aussi des informations à l’attention des médias étrangers afin de permettre à la communauté internationale d’accéder à des informations claires et précises sur la péninsule coréenne. Le service d’information en langues étrangères de Yonhap est assuré en anglais, chinois, japonais, arabe, espagnol et français.

## Historique
19 décembre 1980 : Fondation de Yonhap à la suite d'une fusion entre les deux agences privées Hapdong News Agency et Orient Press.
4 janvier 1981 : Sortie de la première édition du service.
19 janvier 1981 : Début de la diffusion d’informations aux vaisseaux en mer.
1er mai 1981 : Publication de l’annuaire Yonhap et du magazine mensuel Segye.
6 août 1981 : Création du Korea Annual, un almanach en anglais.
11 septembre 1981 : Signature d’un accord d’échanges avec les agences des pays membres de l’Asean.
20 septembre 1986 : Désignée agence de presse officielle pour les Jeux asiatiques.
17 septembre 1988 : Yonhap est nommée agence de presse officielle pour les Jeux olympiques de Séoul.
4 janvier 1989 : Lancement de la diffusion d’informations en anglais à 50 postes diplomatiques dans le monde.
1er septembre 1991 : Inauguration du Centre culturel d’Asie du Nord-Est.
1er novembre 1996 : Mise en place d’un serveur Internet dédié au site www.yonhapnews.co.kr.
16 septembre 1998 : Publication du code de déontologie et d’éthique des journalistes de Yonhap.
3 janvier 2000 : Début du service d'information en anglais via Internet.
1er mars 2001 : Lancement d’une équipe spéciale pour la Coupe du monde de football Corée-Japon 2002 avec l’agence japonaise Kyodo.
30 avril 2003 : Adoption de la Loi sur "la promotion des agences de presse" par l’Assemblée nationale.
15 juin 2005 : Yonhap devient l’agence de presse officielle du sommet de l’Apec à Busan.
1er décembre 2011 : Lancement de la chaîne d’information news Y.

## Activités
La première agence de presse sud-coréenne a passé des accords d’échanges de contenus avec 83 agences étrangères, dont Associated Press, Reuters, United Press International, l’Agence France-Presse, Xinhua, Kyodo, Deutsche Presse-Agentur et Itar-Tass (35 en Europe, 23 en Asie, 11 au Moyen-Orient, 8 en Afrique, 3 en Amérique du Nord, 2 en Amérique du Sud et une en Océanie) et a signé en 2002 un accord avec l’Agence centrale de presse nord-coréenne (KCNA).
L’agence est la seule en Corée du Sud à fournir des informations en libre accès sur son site Internet en plusieurs langues : coréen, anglais, chinois, japonais, espagnol, arabe et français.
Yonhap a été l’agence de presse officielle de grands évènements en Corée du Sud comme les Jeux olympiques d’été de 1988 à Séoul, le Forum Asie-Europe (Asem) en 2000 à Séoul, la Coupe du monde de football Corée-Japon en 2002 et le Forum de coopération économique Asie-Pacifique (Apec) en 2005. Elle a été élue deux fois au conseil de l’Organisation des agences de presse de l’Asie-Pacifique (OANA).
En 2003, le gouvernement sud-coréen a adopté une loi garantissant une assistance systématique et financière à l’agence pour renforcer ses effectifs et fournir des équipements. Cette loi incombe à Yonhap le rôle de «promouvoir l’image du pays» auprès de l’audience étrangère. 

## Organisation
Yonhap emploie environ 580 journalistes et photojournalistes répartis dans toute la Corée du Sud. L’agence compte par ailleurs plus de 60 correspondants en poste à l’étranger, dans 39 grandes villes de 31 pays à travers le monde, soit le plus grand nombre parmi les médias sud-coréens.
L’agence est l’un des rares médias sud-coréens à avoir une section spécialisée sur la Corée du Nord. En 1998, Yonhap a fait l’acquisition par le biais du Service national du renseignement (NIS) d’une ligne permettant d’avoir des informations de la KCNA et de les analyser.
En janvier 2009, deux journalistes du desk Corée du Nord ont dévoilé que Kim Jong-un avait été choisi comme héritier du dirigeant nord-coréen Kim Jong-il. Plus tard, en 2010, ils ont remporté le prix de grand journaliste de l’Association coréenne des journalistes pour leur information exclusive. C’était la première fois en neuf ans que l’association décernait ce prix.